# 万维泰利钟楼

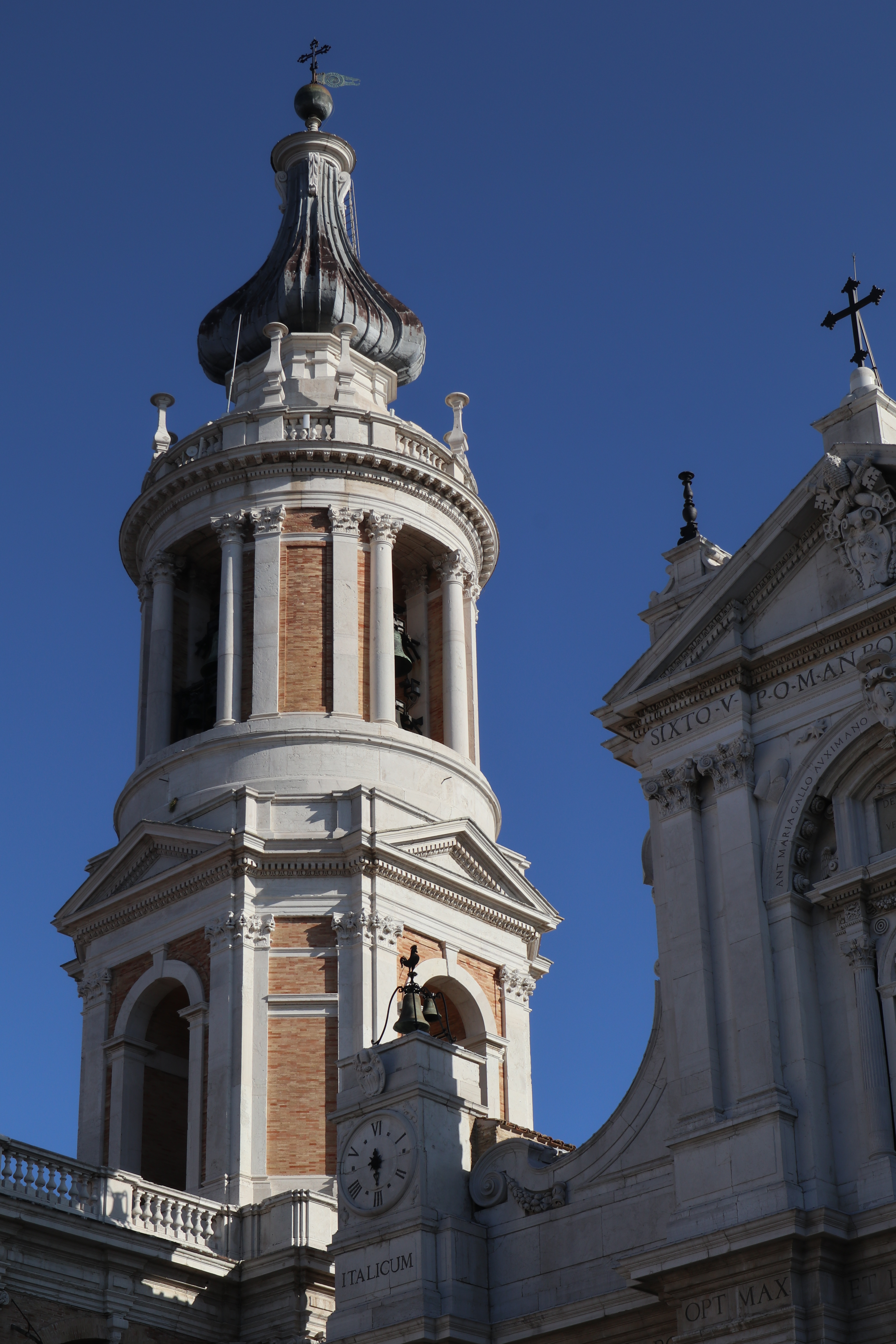

万维泰利钟楼（義大利語：Campanile Vanvitelliano）是圣家圣殿的钟楼，位于意大利马尔凯大区安科纳省洛雷托。其高度为75.6米，是该地区最高的钟楼，在全意大利名列第48名（不包括市政塔楼）。
钟楼位于圣殿的左侧，高75.6米，建于1750年至1754年间，由荷兰建筑大师路易吉·万维泰利（Luigi Vanvitelli），即著名的卡塞塔王宫的设计者设计。钟楼用砖砌成，以白色的伊斯特里亚石饰面，分为五层。下部两层融入宗座宫内，方形平面；第三层为八角形平面，第四层为圆形平面，而第五层带有高耸的巴洛克式尖顶。